# ولادیمیر پارفنوویچ
ولادیمیر پارفنوویچ (به روسی: Владимир Парфенович - Vladimir Parfenovich) ورزشکار مرد رشتهٔ قایق‌رانی اهل کشور اتحاد جماهیر شوروی است. وی در بین سال‌های ‎۱۹۸۰ میلادی در مسابقات بازی‌های المپیک تابستانی در مجموع ۳ مدال طلا را کسب کرد.